# Erythrodolius formosus
Erythrodolius formosus là một loài tò vò trong họ Ichneumonidae.